# نصرت حق‌پرست
نصرت حق‌پرست (انگلیسی: Nasrat Haqparast؛ زادهٔ ۲۲ اوت ۱۹۹۵) ورزشکار هنرهای رزمی ترکیبی اهل افغانستان و ساکن آلمان است. وی از سال ۲۰۱۲ میلادی تاکنون مشغول فعالیت بوده‌است. او هم‌اکنون در سازمان یواف‌سی مبارزه می‌کند.

## زندگی‌نامه
حق‌پرست در آلمان از پدر و مادری افغان از قندهار به دنیا آمد که به عنوان پناهنده از افغانستان آمده بودند. او در کلاس‌های کیک بوکسینگ شرکت کرد زیرا والدینش معتقد بودند که او در چهارده سالگی اضافه وزن داشت. در عوض، حق‌پرست به یک کلاس MMA پیوست و پس از مشاهده یک جلسه اسپارینگ در اتاق کنار کلاس کیک بوکسینگ، تصمیم گرفت یک مبارز MMA باشد.
حق‌پرست دانشجوی مهندسی مکانیک در دانشگاه علوم کاربردی هامبورگ بود. هنگامی که حق‌پرست اولین بازی خود را در یواف‌سی انجام داد، به دلیل شباهت فیزیکی نزدیک آنها، توسط چند تن از رسانه‌ها به عنوان نسخه «مینی» مبارز میان وزن کلوین گاستلوم لقب گرفت.[۳۹] این امر باعث شده‌است که بسیاری از رسانه‌ها سبک‌های مبارزه خود را اغلب با هم مقایسه کنند.
مادر حق‌پرست در سپتامبر ۲۰۲۱ درگذشت، که چند هفته قبل از مبارزه او در UFC 266 بود.